# Prélèvement sanguin
 (septembre 2011).

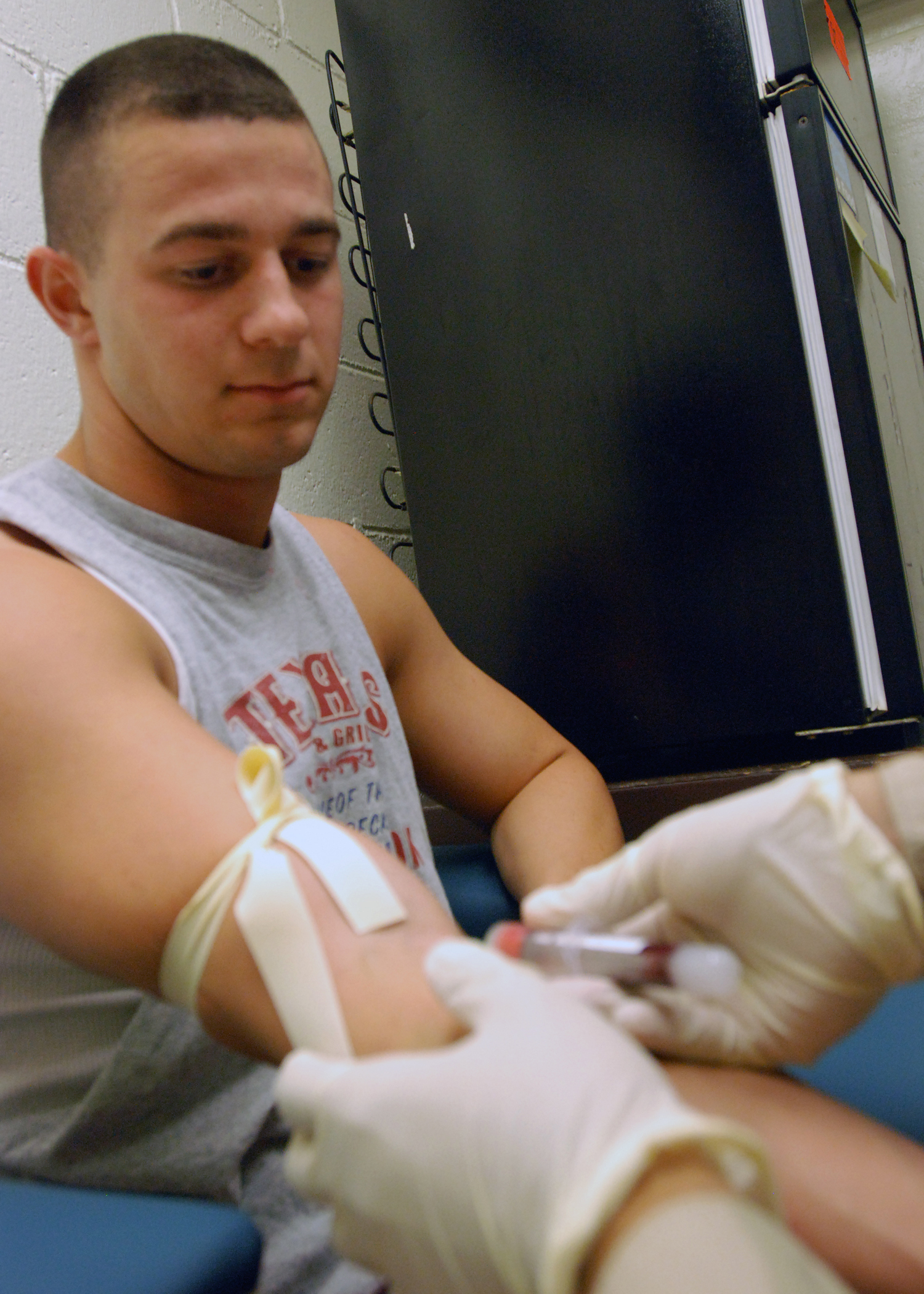
Prélèvement sanguin.

Le prélèvement sanguin ou prise de sang est un acte réalisé en biologie médicale humaine par un infirmier, un technicien supérieur de santé (au Burkina Faso), un technicien de laboratoire médical, un inhalothérapeute, une sage-femme, un manipulateur en électroradiologie médicale, un biologiste médical, un médecin ou un technologiste médical (au Québec). En biologie animale, des prélèvements sanguins sont effectués par des vétérinaires et leurs assistants, par des techniciens de laboratoire ainsi que par des chercheurs sur des espèces domestiques, ainsi que sur des animaux de laboratoire ou des animaux sauvages.
Il permet de réaliser des examens de laboratoire sur un spécimen de sang prélevé par ponction veineuse, capillaire ou artérielle.

## Déroulement de l'acte

### En biologie médicale humaine
Le patient est accueilli, à jeun ou non, et répond à un formulaire (ou son propriétaire, pour un animal, le cas échéant). Le professionnel de la santé procède ensuite au prélèvement d'un volume de sang déterminé au niveau d'un vaisseau sanguin veineux, capillaire ou artériel. Le sang est réparti dans différents tubes en respectant les priorités dues aux adjuvants de ceux-ci. Un pansement est ensuite placé au niveau du point de ponction.
Le prélèvement de sang artériel est généralement plus strictement encadré et donc ne peut pas être réalisé par tous les professionnels sus-cités :
- en France, c'est un acte réalisable par un infirmier, une sage-femme, un médecin, biologiste médical ou un technicien de laboratoire possédant le diplôme de Prélèvements Sanguins[1] ;
- en Belgique, c'est un acte infirmier C (acte confié) ;
- au Québec, la ponction artérielle radiale est une activité professionnelle qui peut être exercée par l’inhalothérapeute en vertu d’un Règlement du Collège des médecins du Québec. De plus, le prélèvement de sang veineux peut être réalisé par un technologiste médical ou un(e) infirmier(e) ;
- en Suisse, la prise de sang est réalisée par certains professionnels de la santé comme les infirmiers, assistants de médecins (assistants médicaux), ASSC (assistants en soins et santé communautaire).

Les conditions précédemment décrites sont celles qui ont cours dans les pays ayant des infrastructures médicales développées; elles ne peuvent pas être appliquées dans des zones géographiques moins favorisées, où la variabilité préanalytique est plus grande.

### En biologie médicale animale
Les conditions de réalisation des prélèvements sanguins varient considérablement en fonction des espèces et des endroits où le prélèvement est effectué, entraînant une forte variabilité pré-analytique en pathologie clinique animale.

## Quels prélèvements sanguins doivent être réalisés à jeun?
- Le jeûne (12 heures) n'est impératif que pour le dosage de la glycémie et du bilan lipidique et d'autres paramètres plus rarement prescrits (testostérone, CTX, etc.).
- Le jeûne est néanmoins conseillé pour les examens d'immuno-enzymologie et le Fer (recommandation HAS).
- Le jeûne est également préférable pour les examens de sérologie, d'hématologie et d'hémostase[3].

## Matériel
- Compresses et ouate
- Garrot
- Antiseptique
- Gants non stériles
- Aiguille
- Tubes de prélèvement sanguin (tube sec, tube citraté, tube EDTA, tube hépariné, Vacutainer)
- tubes pour analyse standards (« à hémolyse »), tube spécifiques ou tubes pour micro-méthode, microtubes

## Examens courants réalisables
- Ionogramme.
- Gazométrie à l'aide d'un échantillon de sang artériel.
- Coagulation (notamment Taux de prothrombine).
- Numération formule sanguine.
- Hémoculture - Vitesse de sédimentation.
- Marqueur tumoral.
- Sérologie.